# Aprostocetus grandicauda
Aprostocetus grandicauda är en stekelart som beskrevs av Kostjukov 1995. Aprostocetus grandicauda ingår i släktet Aprostocetus och familjen finglanssteklar. Inga underarter finns listade i Catalogue of Life.